# Pardoux Duprat
Pour les articles homonymes, voir Duprat.
Pardoux Duprat, Pardulphus Prateius, jurisconsulte français, né en 1520 à Aubusson, mort vers 1569.

## Œuvres
Il publia à Lyon :
- Iurisprudentia Vetus Draconis et Solonis Leges, 1559 ;
- Jurispr. média, 1561 ;
- Lexi-conjuris, 1569 ;
- Quelques traductions, notamment celle du Centon de Falconia en vers français.